# Gramatyka opisowa
Gramatyka opisowa (deskrypcyjna, deskryptywna, synchroniczna) – gramatyka opisująca cechy danego języka w pewnej określonej epoce jego rozwoju, możliwie najdokładniej reprezentująca wiedzę i praktykę społeczności użytkowników języka. Gramatyka opisowa przybliża reguły języka z perspektywy synchronicznej, abstrahując od ich genezy historycznej.
Gramatyka opisowa przedstawia faktyczny sposób posługiwania się językiem i stan jego gramatyki; dystansuje się natomiast od rozstrzygnięć normatywnych (preskryptywnych). Przedmiotem gramatyki opisowej mogą być różne odmiany i style języka. 
Gramatyka opisowa nie wartościuje poszczególnych odmian języka, choć zazwyczaj skupia się na deskryptywnym ujęciu odmian systematycznych, z wyłączeniem cech jednostkowych. Jej zadaniem może być ogólny opis danego języka, z uwzględnieniem zarówno praktyki użycia języka standardowego, jak i zróżnicowanych form języka mówionego lub zjawisk regionalnych. Niemniej gramatyka opisowa często ogranicza się do przedstawienia języka standardowego lub wybranej odmiany o szerokim zasięgu użycia, nie dokumentując zróżnicowania dialektalnego.
Przeciwstawia się z jednej strony gramatyce normatywnej (preskryptywnej), a z drugiej – historycznej (diachronicznej). Nie zawsze istnieje wyraźna granica między gramatyką preskryptywną a opisową; część publikacji łączy w sobie oba podejścia. W praktyce również gramatyki opisowe są wykorzystywane jako gramatyki preskryptywne, np. przez osoby uczące się języka obcego. Niekiedy rozróżnia się preskryptywność i normatywność; gramatyki opisowe, definiując gramatyczność i niegramatyczność, poniekąd wykazują cechę normatywności (zapisują pewną normę), choć nie mają charakteru preskryptywnego.